# Mieczysław Stachowski
Mieczysław Józef Stachowski ps. „Maciej”, „Sęp” (ur. 4 stycznia 1900 w Czarnej, zm. 1 czerwca 1966 we Wrocławiu) – polski inżynier leśnik, oficer rezerwy Wojska Polskiego, żołnierz Armii Krajowej. Kawaler Orderu Virtuti Militari.

## Życiorys
Mieczysław Stachowski był synem leśnika. Po ukończeniu gimnazjum w Jarosławiu rozpoczął praktykę leśną, przerwaną w marcu 1918 roku powołaniem do armii austriackiej. W listopadzie 1918 roku zgłosił się do formowanego Wojska Polskiego, w którym służył do listopada 1920 roku, jako żołnierz 1 pułku artylerii lekkiej. W latach 1920–1924 był studentem Wydziału Inżynierii Lasowej Politechniki Lwowskiej, ukończył studia z dyplomem inżyniera leśnika. Podczas studiów został członkiem Polskiego Towarzystwa Leśnego. Na stopień podporucznika został mianowany ze starszeństwem z 1 września 1929 i 947. lokatą w korpusie oficerów rezerwy piechoty. W 1934 roku pozostawał w ewidencji Powiatowej Komendy Uzupełnień Nisko. Posiadał przydział w rezerwie do 3 Pułku Piechoty Legionów w Jarosławiu. Do wybuchu II wojny światowej pracował w Inspekcji Leśnej w Rzeszowie, następnie w Dyrekcji Lasów w Budzie Stalowskiej, jako leśniczy w Dębie oraz, od 1933 roku nadleśniczy w Żdżarach. Na stopień porucznika został mianowany ze starszeństwem z 19 marca 1939 i 1044. lokatą w korpusie oficerów rezerwy piechoty.
Podczas okupacji hitlerowskiej pracował w niemieckiej administracji leśnej, jako nadleśniczy w Woli Ocieckiej. Zaangażował się w pracę konspiracyjną, w lutym 1940 roku został zaprzysiężony jako członek Związku Walki Zbrojnej. Od 1941 roku był dowódcą Placówki Sędziszów w Obwodzie AK Dębica. W obszarze jego działalności znalazły się między innymi obóz pracy w Pustkowie oraz poligon rakietowy w Bliźnie, wokół których kierował pracami wywiadu Armii Krajowej. W maju 1944 roku został dowódcą Podobwodu AK Sędziszów. Wziął udział w akcji „Burza”, walcząc z Niemcami na terenie lasów w rejonie Lipnicy i Broniszowa, gdzie 2 sierpnia 1944 roku stoczył zaciętą potyczkę. Dwa dni później spotkał się we wsi Krzywa z dowódcą nacierających wojsk radzieckich, przekazując mu zdobyte przez wywiad AK plany umocnień niemieckich w rejonie. Został komendantem Obwodu AK Dębica na obszarach zajętych przez wojska radzieckie. Aresztowany we wrześniu 1944 roku przez NKWD, został uwięziony na Zamku w Rzeszowie a następnie wywieziony w głąb Związku Radzieckiego, do łagrów Borowicze i Swierdłowsk. Powrócił do Polski pod koniec 1947 roku.
Od listopada 1948 roku pracował z powrotem w leśnictwie, początkowo jako nadleśniczy w Jagodzinie, następnie inżynier w rejonie Lasów Państwowych w Lubaniu. Prowadził melioracje wodne na terenie Puszczy Zgorzeleckiej, zajmował się również zagospodarowywaniem terenów leśnych zniszczonych w czasie działań wojennych. Od 1959 roku pracował jako inspektor obwodowy w Okręgowym Zarządzie Lasów Państwowych we Wrocławiu. Zmarł nagle 1 czerwca 1966 roku.

## Ordery i odznaczenia
- Krzyż Srebrny Orderu Virtuti Militari – 11 grudnia 1965 przez Ministra Obrony Narodowej
- Złoty Krzyż Zasługi (1959)
- Srebrny Krzyż Zasługi – 1939
- Medal 10-lecia Polski Ludowej